# Procolobus verus
El colobo oliva o colobo verde (Procolobus verus) es una especie de primate catarrino de la familia Cercopithecidae. Se encuentra en Costa de Marfil, Ghana, Guinea, Liberia, Nigeria, Sierra Leona, y posiblemente Benín y Togo. Su hábitat natural el bosque seco tropical o subtropical, y el pantano tropical o subtropical. Está amenazado por pérdida de hábitat y por el comercio ilegal.
El Colobo oliva es monotípico en el género Procolobus; todas las demás especies que había antes en este género están ahora en el género Piliocolobus.